# Smid
Een smid (meervoud: smeden) is een ambachtsman die van metalen allerlei voorwerpen maakt. Smid was vroeger een veelvoorkomend beroep. Nu is het minder bekend, doordat tegenwoordig steeds vaker de werkzaamheden overgenomen worden door industriële machines. Vroeger was de smid een belangrijk persoon, omdat dat toen de enige bron van ijzeren voorwerpen was die in de maatschappij nodig zijn.

## Algemeen
De smederij of smidse is de voor het smeden speciaal ingerichte werkplaats van de smid. Met behulp van een vuur, aangeblazen door een blaasbalg, wordt ijzer of ander metaal eerst flink verwarmd totdat het vervormbaar is. Dan wordt het op een aambeeld in de gewenste vorm geslagen of worden er andere behandelingen mee uitgevoerd zoals lassen, splijten, rekken, stuiken, buigen, wellen, ponsen of in een vorm gieten. Dit geheel van handelingen met heet metaal noemt men het smeden van het metaal. 
Meestal moet het werkstuk herhaaldelijk opnieuw verwarmd worden om het smeedbaar te houden en om de spanningen in het materiaal, ontstaan door het bewerken met de smidshamer, op te heffen. Nadat het voorwerp ten slotte de gewenste vorm heeft wordt het afgekoeld in koud water. Als de smid kunstzinnig is wordt het voorwerp vaak nog verfraaid o.a. door graveren, polijsten en/of versiering door inlegging met andere materialen of metalen.

## Geschiedenis
Het is een zeer oud beroep want sinds de tijd dat de mens metaal is gaan gebruiken wordt er natuurlijk al gesmeed. In de Oudheid hing er een waas van geheimzinnigheid om de smid die met vuur en vonkenspattend ijzer in de weer was. In sprookjes en legenden worden vaak dwergen als vakkundige smeden afgeschilderd. 
Vroeger waren er ook speciale goden van de smeedkunst zoals bij de Romeinen de god Vulcanus en bij de Grieken Hephaistos. Al in de oudheid was de smeedkunst hoog ontwikkeld. Vooral de Kelten en de Germanen wisten prachtig gesmede wapens en kunstvoorwerpen te maken. 
De smid was onmisbaar voor de boeren, want hij maakte voor hen al het benodigde gereedschap zoals ploegen, schoppen, harken en schoffels. Voor andere ambachtslieden was de smid ook onmisbaar want voor hun beroep maakte hij ook het benodigde gereedschap zoals voor de kuiper, schoenmaker en timmerman. En natuurlijk was de smid onmisbaar voor het leger. Hij maakte wapens zoals zwaarden, strijdbijlen, speren enz. en wapenuitrustingen zoals harnassen. Vaak hadden militaire leiders smeden in dienst voor het vervaardigen van oorlogsmachines zoals katapulten, blijden, belegeringstorens en stormrammen
Tegenwoordig is de 'algemene' smid vrijwel verdwenen en is zijn taak overgenomen door machinefabrieken die met grote productiesnelheid de metalen voorwerpen maken die voor het dagelijkse leven nodig zijn. Alleen het oude beroep van hoefsmid is nog steeds vrijwel onveranderd gebleven. Ook is er nog vraag naar producten van de edelsmid voor juwelierswerk. Er is ook nog werk voor kunstenaars die de smeedkunst voor ornamenteel werk uitoefenen en voor restauratieprojecten aan historische gebouwen.
De kennis van de vroegere smeden is nog bewaard gebleven in veel handboeken en tegenwoordig zijn er nog mensen die voor hun plezier en als vrijetijdsbesteding de smeedkunst beoefenen. In sommige vrijetijdscentra worden ook cursussen gegeven om de smeedkunst onder de knie te krijgen.
Tot de 17e eeuw werden personen die zieke dieren behandelden over een kam geschoren met hoefsmeden en in Zuid-Nederland smet genoemd, maar vanaf toen werden ze apart aangeduid als peirdemeester.

## Genealogie
De meeste mensen met de achternaam 'Smi(d)(t)(s)', 'Smed(t)(s)', en afleidingen hiervan hebben waarschijnlijk in het (recente) verleden smeden onder hun voorouders. Dat geldt ook voor de Latijnse vormen 'Faber' en 'Fabricius'. Het was vroeger vaak gebruikelijk om als achternaam het beroep te nemen dat men uitoefende.

## Gespecialiseerde (oude) smidsberoepen
In de tijd van de gilden kwamen bij de smedengilden de volgende specialisaties voor:
- bussenmaker - gespecialiseerd in het maken van wapens die door de loop worden geladen met buskruit
- dompermaker of profeytermaker – gespecialiseerd in het maken van kandelaars en kaarsendompers
- edelsmid (zilversmid of goudsmid) - gespecialiseerd in het vervaardigen van sieraden en andere voorwerpen uit edelmetaal
- grofsmid – gespecialiseerd in het maken van grof smeedwerk
- hangslotenmaker - gespecialiseerd in het maken van hangsloten
- harnasmaker – gespecialiseerd in het maken van harnassen en maliënkolders
- hoefsmid – gespecialiseerd in het maken van hoefijzers en het beslaan van paarden
- horlogemaker – gespecialiseerd in het maken van uurwerken
- huisslotenmaker – gespecialiseerd in het maken van alledaagse sloten
- instrumentmaker - gespecialiseerd in het maken van ijzeren gebruiksvoorwerpen
- kachelsmid - gespecialiseerd in het maken van kachels
- knopengieter - gespecialiseerd in het maken van ijzeren knopen
- kopergieter – gespecialiseerd in het maken van koperen voorwerpen, meestal gecombineerd met het vak koperslager
- koperslager – gespecialiseerd in het bewerken van koperen voorwerpen, meestal gecombineerd met het vak kopergieter
- kunstsmid – gespecialiseerd in het maken van meestal wat grotere metalen kunstvoorwerpen, bv mooie hekwerken of trapleuningen (bv Louis Van Boeckel en Theo Cox)
- ladenmaker
- loopsmid – gespecialiseerd in het maken van lopen voor wapens
- mathematisch instrumentmaker – zie instrumentmaker
- messenmaker
- naaldenmaker
- oorijzermaker
- pistoolmaker
- ploegsmid
- pompenmaker
- profeytermaker – zie dompermaker
- roermaker – gespecialiseerd in het maken van geweerlopen
- slotenmaker
- speldenmaker
- spijkermaker
- spoormaker
- staalknoppengieter
- stangenmaker
- strijkijzermaker
- tinnegieter
- trompetmaker
- uithangbordenmaker
- uitvijlder – gespecialiseerd in het sluitend maken van metalen delen die ten opzichte van elkaar moesten kunnen bewegen
- vingerhoedmaker
- vuurmaker – smidsknecht die het smidsvuur brandend houdt
- wagenmaker
- wapensmid
- witvijlder – zie uitvijlder
- zwaardveger

De meeste van deze specialisaties zijn in de tijd verloren gegaan, maar bij het Sint Eloyen Gasthuis in Utrecht worden deze beroepen nog steeds toegekend bij de installatie tot gildebroeders.

## Het smidsberoep in cultuurhistorisch perspectief
- Volgens Genesis 4 : 1-22 was Tubal-Kaïn, zoon van Lamech en Silla den vader van de smeden, allen, die koper en ijzer bewerken. We spreken hier over de zevende generatie na Adam en Eva, waarmee het smidsberoep volgens de Bijbel tot de oudste beroepen van de wereld gerekend wordt (na landbouwer, herder en citer- en fluitspeler).
- Dzjengis Khan (1155, 1162 of 1167 - 18 augustus 1227) kreeg bij zijn geboorte de titel van Temüjin (Mongools: Тэмүүжин), is meester van de smeden. Dat was zeer bijzonder, want in die tijd stonden de Mongolen bekend als de meester-smeden van onze wereld.
- Alvis is de beroemde meester-smid uit de Noordse (Scandinavische) mythologie.
- Op 8 mei 1304 kregen in de eerste Utrechtse Gildenbrief de plaatselijke gilden het stadsbestuur in handen. Voor de eerste keer is hiermee het Utrechtse Smedengilde vermeld. Zie ook Sint Eloyen Gasthuis.

## Patroonheilige
De patroonheilige van de smeden is Sint Elooi. Zijn gedenkdag valt op 1 december.

## Gezegdes en uitdrukkingen voortgekomen uit het smidsambacht
- Het ijzer smeden als het heet is
- Het geheim van de smid. Betekenis: Dit is alleen bekend bij ingewijden.[2]
- Witheet
- Roodgloeiend
- In de tang nemen
- Er leven inblazen
- Erop blijven hameren
- Meerdere ijzers in het vuur hebben
- Kolen op het vuur gooien

Iemand die reparaties verricht (ongeacht welke, zelfs van horloges), wordt ook wel smid genoemd, een tandarts is dan 'smoelensmid'.